# Lerista griffini
Lerista griffini — вид сцинкоподібних ящірок родини сцинкових (Scincidae). Ендемік Австралії.

## Поширення і екологія
Lerista griffini мешкають на заході і сході регіону Кімберлі у Західній Австралії, зокрема на деяких сусідніх островах, а також на Північній Території, зокрема на півночі плато Барклі. Вони живуть в евкаліптових рідколіссях і сухих чагарникових заростях, що ростуть на піщаних ґрунтах.